# Herminia brunnescens
Herminia brunnescens là một loài bướm đêm trong họ Noctuidae.